# Comuna Andrușivka, Pohrebîșce
Andrușivka (în ucraineană Андрушівка) este o comună în raionul Pohrebîșce, regiunea Vinnița, Ucraina, formată din satele Andrușivka (reședința) și Pariivka.

## Demografie
Componența lingvistică a satului Andrușivka
     Ucraineană (98,26%)
     Rusă (1,5%)
     Alte limbi (0,24%)
Conform recensământului din 2001, majoritatea populației satului Andrușivka era vorbitoare de ucraineană (98,26%), existând în minoritate și vorbitori de rusă (1,5%).